# Partido judicial de San Felíu de Guixols
El Partido judicial de San Feliu de Guíxols es uno de los 49 partidos judiciales en los que se divide la Comunidad Autónoma de Cataluña, siendo el partido judicial n.º 8  de la provincia de Gerona.
El ámbito territorial, que viene regulado por el Real Decreto 529/1983, de 9 de marzo, comprende los municipios de:
Calonge, Castillo de Aro, San Felíu de Guixols y Santa Cristina de Aro.